# Boghos Lévon Zékian
Boghos Lévon Zékian (* 21. Oktober 1943 in Istanbul, Türkei) ist emeritierter armenisch-katholischer Erzbischof von Istanbul.

## Leben
Lévon Zékian empfing am 21. Mai 1967 das Sakrament der Priesterweihe.
Am 21. Mai 2014 ernannte ihn Papst Franziskus zum Titularerzbischof von Amida degli Armeni und bestellte ihn zum Apostolischen Administrator sede plena von Istanbul. Die Bischofsweihe spendete ihm der Patriarch von Kilikien, Nerses Bedros XIX. Tarmouni, am 13. September desselben Jahres. Mitkonsekratoren waren der Erzbischof von Aleppo, Boutros Marayati, und der Bischof von Iskanderiya, Krikor-Okosdinos Coussa.
Am 21. März 2015 entband ihn Papst Franziskus vom Amt des Apostolischen Administrators, um die kanonische Voraussetzung für seine mit gleichem Datum erfolgte Wahl zum Erzbischof durch die Synode des Patriarchats von Kilikien zu schaffen.
Am 21. Oktober 2024 nahm die Synode der armenisch-katholischen Kirche das altersbedingte Rücktrittsgesuch von Boghos Lévon Zékian an.